# Triftkanal (München)

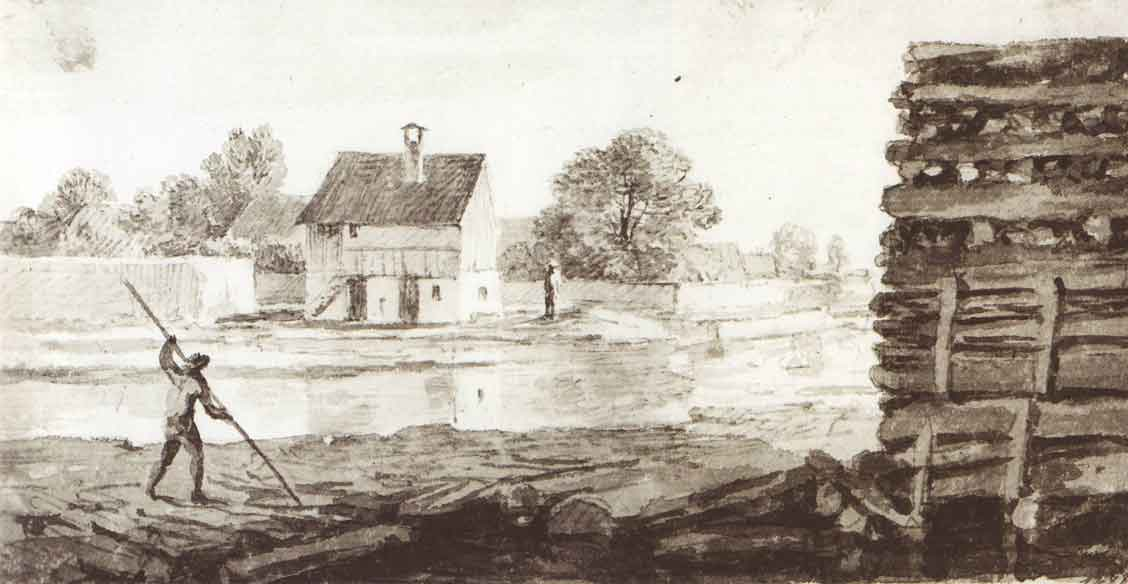
Der königliche Holzgarten am Triftkanal

Der Triftkanal war ein für die Holztrift angelegter Kanal in München. Wie die Münchner Stadtbäche erhielt er sein Wasser aus der Isar, in die es schließlich auch wieder zurückfloss.

## Geschichte
Der Triftkanal wurde zu Beginn des 17. Jahrhunderts angelegt, um den herzoglichen Hof mit Brennholz zu versorgen. 1606 wurde er in Betrieb genommen. Das Holz wurde in den Wäldern stromaufwärts geschlagen und dann in die Isar oder die Loisach geworfen. Bei München wurde das Holz am Abrechen aufgefangen und in den Triftkanal gezogen. Dort wurde es in den Holzgarten geleitet, der etwa den von Liebigstraße, Oettingenstraße, Seeaustraße, Lerchenfeldstraße und Wagmüllerstraße umgrenzten Bereich einnahm, wo heute das Gebäude des Wirtschaftsministeriums und das des Bayerischen Nationalmuseums liegen. 
In dem Holzgarten gab es mehrere durch Dämme voneinander getrennte Felder, in die das Holz vom Wasser getrieben wurde und aus denen dann das Wasser abgelassen wurde. Dort wurde das Holz getrocknet und gelagert. Ein Teil deckte den Eigenbedarf des Hofs, der Rest wurde an die Bürger verkauft. 
Der Triftkanal wurde nur zur Zeit der Holztrift voll geflutet, sonst führte er weniger Wasser.
1870 wurde die Holztrift eingestellt, da mit der Eisenbahn der Transport des Holzes mittlerweile günstiger und sicherer erfolgen konnte. Um sich die Möglichkeit der Holztrift weiter offenzulassen, blieb der Triftkanal jedoch noch bis 1881 in Betrieb, dann wurde er aufgelassen und aufgefüllt.

## Verlauf
Der Triftkanal wurde oberhalb des Abrechens aus der Isar ausgeleitet, das entspricht heute einer Stelle etwa in der Mitte zwischen der Mariannenbrücke und der Praterwehrbrücke. Direkt am Praterwehr befand sich eine zweite Ausleitung. Von dort lief der Triftkanal ungefähr nach Norden zum Thierschplatz, folgte dann den heutigen Straßen Triftstraße und Wagmüllerstraße und mündete kurz hinter der Prinzregentenstraße in den Eisbach.

## Abzweige

### Triftkanal-Ausläufer
Der Triftkanal hatte mehrere Abzweige, über die Wasser von ihm entnommen und anderen Stadtbächen oder ihm selber wieder zugeführt wurde. Sie wurden auch als Triftkanal-Ausläufer bezeichnet. Dazu zählten der  Gewürzmühlkanal, der  Hutfabrikkanal und der  Steinsägkanal.
Der Holzgartenkanal war zwar kein direkter Ausläufer des Triftkanals, erhielt sein Wasser aber indirekt von diesem. Er wurde aus fünf Ablässen gespeist, über die das Wasser aus den Feldern des Holzgartens abgelassen wurde, nachdem das Holz mit dem Wasser des Triftkanals in sie hinein gespült worden war. Auch der Wiener Kanal diente zum Entwässern des Holzgartens.

### Stadtbäche
Unmittelbar nach dem Beginn des Triftkanals wurden aus ihm zwei Stadtbäche ausgeleitet, der Hofhammerschmiedbach und das Feuerbächl. 
Der Hofhammerschmiedbach, auch Hofsägmühlbach genannt, verlief ungefähr entlang der Reitmorstraße und floss in der Höhe der Paradiesstraße in die Isar zurück. Er war ursprünglich ein natürlicher Nebenarm der Isar und wurde wohl erst im 17. Jahrhundert für die 1680 errichtete Hofhammerschmiede kanalisiert. Weiter abwärts lag die Hofsägmühle, so dass der Bach auch Hofsägmühlbach genannt wurde. 1928 wurde der Bach aufgelassen, sein Bett wurde aber erst 1955 verfüllt.
Das Feuerbächl floss zunächst ungefähr der Sternstraße entlang und mündete ursprünglich in den Wiener Kanal. Mit diesem floss er auf der Höhe der Prinzregentenstraße unter dem Hofhammerschmiedbach hindurch in die Isar. Nach der Auflassung des Triftkanals und des Wiener Kanals wurde das Feuerbächl aus dem Hofhammerschmiedbach ausgeleitet und floss an der Prinzregentenstraße in ihn zurück. 1899 wurde es aufgelassen.